# Rakete Perelman
Rakete Perelman ist eine deutsche Tragikomödie aus dem Jahr 2017 von Regisseur Oliver Alaluukas. Der Film feierte am 24. Januar 2017 seine Uraufführung im Spielfilmwettbewerb des 38. Filmfestival Max Ophüls Preis und kam am 9. November 2017 in die deutschen Kinos. In der Hauptrolle ist Liv Lisa Fries zu sehen.

## Inhalt
Die Mittzwanzigerin Jen hat die Nase gestrichen voll vom hektischen Großstadtleben und ihrem Job in der Modeindustrie. Sie fährt zu ihrem alten Freund Till in die brandenburgische Einöde und schließt sich der Künstlerkolonie Rakete Perelman an. Dort haben sich zehn Menschen zu einer autarken Lebensgemeinschaft abseits der bürgerlichen Gesellschaft zusammengeschlossen. Jen erfährt in der modernen Kommune ein ganz neues Lebensmodell, das zwischen Individualismus und Gemeinschaft und zwischen Kunst und Kommerz hin- und herpendelt. Auch die Kommune benötigt Geld, um bestehen zu können. Deshalb möchte der Kommunengründer Tobias mit einer Theateraufführung dringend erforderliche Einnahmen erwirtschaften. Er verpflichtet Jen zusammen mit Till und dem Filmemacher Miro für die Hauptrollen. Als die Arbeiten an dem Theaterstück beginnen, kommt es zu offenen Konflikten innerhalb der Kommune, die sie zwingt, zu ihrem Idealismus Stellung zu beziehen.

## Produktion und Hintergrund
Rakete Perelman entstand im Rahmen der Initiative LEUCHTSTOFF des Rundfunks Berlin-Brandenburg und des Medienboards Berlin-Brandenburg, welche den Film auch gefördert hat. Das Werk ist zudem die Diplomarbeit von Oliver Alaluukas an der Filmuniversität Babelsberg. Die Anna Wendt Filmproduktion GmbH produzierte den Film und die Filmuniversität Babelsberg und der Rundfunk Berlin-Brandenburg waren Co-Produzenten.

## Rezeption

### Kritiken
Harald Mühlbeyer von kino-zeit.de lobt, dass Oliver Alaluukas „in wunderschönen, breiten Cinemascope-Bildern die Entwicklung der Rakete Perelman aus der Sicht des Neuankömmlings“ nachzeichnet. Darüber hinaus stellt der Kritiker fest, dass dies „psychologisch nicht so intensiv wie Marie Kreutzers Die Vaterlosen“ und „filmisch nicht so radikal wie Lars von Triers Idioten“ sei. Alaluukas erzähle „konventionell, aber klug von den kleinen Spannungen, die zu großen Verwerfungen führen können. Ganz beiläufig und ohne großes Tamtam ergeben sich Wendepunkte, neue Perspektiven, Überraschungen, die von den Figuren ausgehen. Figuren, denen Alaluukas allen ihren Raum gibt, sich zu entfalten, die er uns nahebringt – und die dann doch im entscheidenden Moment unerwartet agieren.“
Björn Schneider von Programmkino.de rühmt das Darstellerensemble des Filmes. Die Schauspieler würden „ihren Figuren mit ihrer sympathisch-bodenständigen, ungekünstelten Spielweise ein hohes Maß an natürlichem Charme“ verleihen. Und würden dadurch „reichlich Identifikationspotential“ bieten.
Auch Falk Straub von Spielfilm.de lobt das Schauspiel und die Bildsprache des Filmes: „Bei all dem überzeugenden Schauspiel ist Rakete Perelman aber auch ein schön fotografierter Film. Kameramann Valentin Selmke gibt ebenfalls sein Debüt auf der Langstrecke und ringt der brandenburgischen Landschaft oder der nächtlichen Party im fluoreszierenden Look manche beeindruckende Ansicht ab.“ Jedoch kritisiert Falk Straub, dass die Erzählung des Filmes „ihre Konstruktion zu leicht offen“ lege und „letztlich etwas substanzlos“ bliebe.

### Auszeichnungen
- 2017: Nominierung für den Max-Ophüls-Preis in der Kategorie Bester Spielfilm beim Filmfestival Max Ophüls Preis für Oliver Alaluukas
- 2017: Nominierung in der Kategorie Bester Nachwuchsschauspieler beim Filmfestival Max Ophüls Preis für Gordon Kämmerer
- 2017: Nominierung für den Preis Bester Spielfilm beim 13. achtung berlin Filmfestival für Oliver Alaluukas
- 2017: Nominierung für den Preis Fliegender Ochse beim Filmkunstfest Mecklenburg-Vorpommern für Oliver Alaluukas
- 2017: Nominierung für den Preis Bester Spielfilm beim französischen Festival international du film d'Aubagne für Oliver Alaluukas